# Penstemon gracilis
Penstemon gracilis är en grobladsväxtart som beskrevs av Thomas Nuttall. Penstemon gracilis ingår i släktet penstemoner, och familjen grobladsväxter. Utöver nominatformen finns också underarten P. g. wisconsinensis.

## Bildgalleri

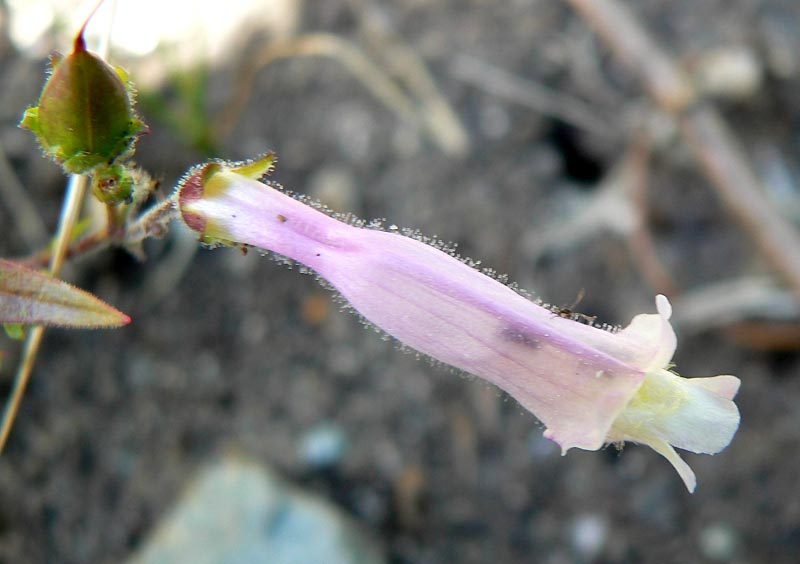
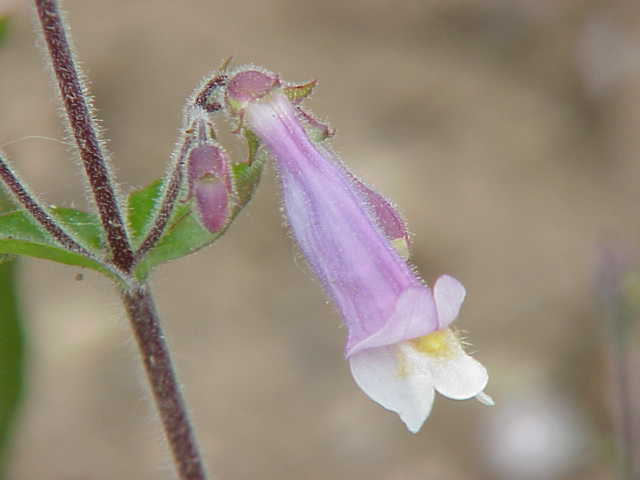
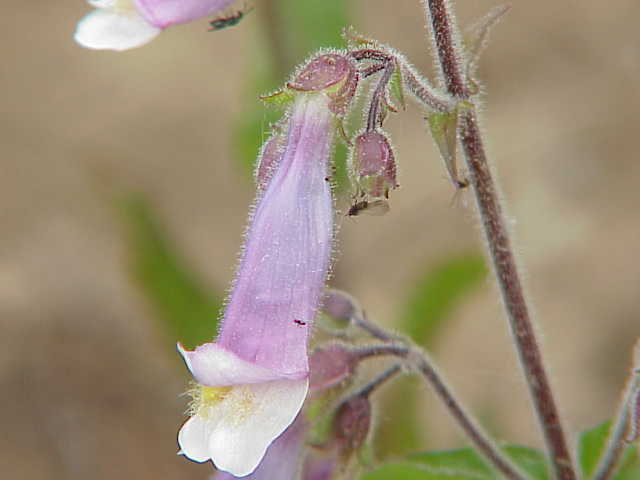
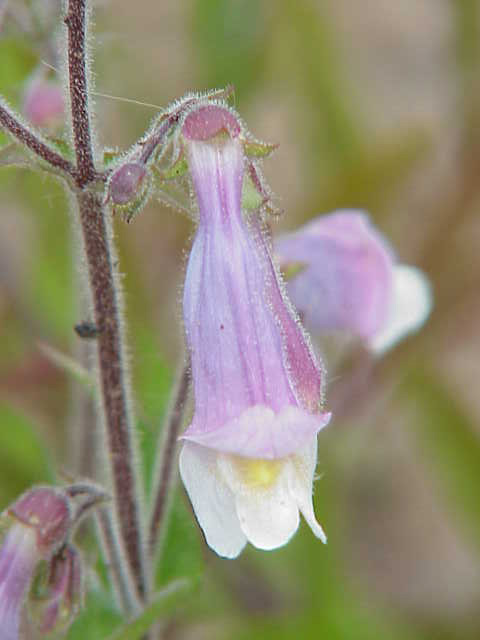